# 囊爪虾脊兰
囊爪虾脊兰（学名：Calanthe sacculata）为兰科虾脊兰属下的一个种。

## 扩展阅读
- 維基物種上的相關：囊爪虾脊兰